# Jean Cartan
Pour les articles homonymes, voir Cartan.
Jean Cartan (Nancy, 1er décembre 1906 – Briis-sous-Forges, 16 mars 1932) est un compositeur français.

## Biographie
Né à Nancy, le 1er décembre 1906, Jean Cartan appartient à une famille de scientifiques français originaire du Dauphiné. Son père, Élie Cartan, est un brillant mathématicien ayant attaché son nom à la théorie des groupes et à celle de la relativité (théorie d'Einstein-Cartan). Il est le frère d'Henri Cartan, de Louis Cartan et d'Hélène Cartan.
La musique occupe une place importante dans la famille Cartan, et, comme ses frères et sœurs, Jean Cartan se met dès l'enfance à l'étude du piano. Sa vocation musicale se fait jour peu à peu et, à l'âge de quatorze ans, il décide de s'y consacrer entièrement. Ses parents acceptent sa décision et alors qu'il est encore lycéen, en 1924, Jean Cartan est admis au Conservatoire de Paris dans la classe d'harmonie de Marcel Samuel-Rousseau, avant de travailler le contrepoint et la fugue auprès de Noël Gallon. En 1927, il entre dans la classe de composition de Charles-Marie Widor, auquel succède Paul Dukas l'année suivante. Cartan suit alors l'enseignement de ce dernier en même temps qu'Olivier Messiaen et Maurice Duruflé, acquérant auprès de l'auteur de La Péri, la solidité de son métier de compositeur. Pourtant, son véritable maître à penser est davantage Albert Roussel, qui suit sa carrière avec autant d’intérêt que de sollicitude et dont l'influence est perceptible dans sa musique,. De l'année même de son entrée au Conservatoire, date le premier quatuor, « d'une si franche spontanéité », créé en 1928.
Ses études sont brillantes, même s'il se trouve souvent en porte-à-faux avec l'esthétique prônée au Conservatoire, « petit cocktail de Gounod et du tout premier Debussy », comme la définit Henry Barraud, dans son autobiographie. Hélas, la santé de Jean Cartan est minée par une tuberculose, ce qui ne l'empêche pas de développer son activité créatrice. En 1931, il présente au concours de composition du Conservatoire un vaste ouvrage pour solistes, chœurs et orchestre achevé en 1929, Pater, que le jury, effarouché par ses audaces, s'abstient de récompenser. Pourtant, selon Robert Bernard, il s'agit d'« une œuvre de foi, ardente et généreuse, mais dont l'élan mystique est toujours contrôlé par le goût le plus sûr ».
En juillet 1931, sa Sonatine pour flûte et clarinette, « toute grâce ailée et fantaisie spirituelle », « le frère jumeau de la Sonate pour deux clarinettes de Poulenc » (1918), est vivement applaudie au festival de la Société internationale de musique contemporaine à Oxford. Ce sera sa dernière joie artistique. Contraint de se retirer au sanatorium de Bligny, dans l'Essonne, il y meurt le 26 mars 1932.
Le second quatuor à cordes est créé quelques mois plus tard à Paris, par le Quatuor Pro Arte. L'œuvre « témoigne d'une invention rythmique, d'un sens des plans, d'une aisance dans le maniement de la polyphonie et d'une sûreté dans le dosage émotif qui sont le fait d'un artiste ayant atteint à la maturité de son talent ».
La lecture des lettres et textes laissés par Cartan, émeut par leur exceptionnelle maturité de pensée, fondée sur une conscience humaniste d’une remarquable précocité. Albert Roussel, dans la belle étude qu’il a consacrée au musicien (La Revue musicale, numéro de mai 1932), cite deux de ses réflexions qui méritent d’être reproduites ici :

« Pour l’artiste, ce n’est pas une qualité que la force, c’est un devoir. Tant d’esclavages nous attendent : l’argent, le public, la tradition, la mode, il faut tout dominer. Il faut avoir cette conviction que les éléments seront ce que nous voudrons qu’ils soient. Partir avec un idéal et se dire que tout sera bon sur la route qu’il faut suivre. »

Puis, il écrit sans doute un peu avant sa mort :

« Je sais bien que je suis né pour aimer et pour souffrir beaucoup, je sais que nombreux seront les jours où j’aurai mal et je ne m’en plains pas.  La saison est belle et ma part est bonne et puis c’est là seulement qu’est le bonheur : aimer tout ce qui valait d’être aimé et souffrir tout ce qui valait d’être souffert. »

## Style
Revendiquant comme pères spirituels Debussy, Roussel et Stravinsky, Jean Cartan s’inscrit dans un courant néo-classique, perceptible notamment dans ses œuvre de musique de chambre écrites à partir de formes traditionnelles. Cependant, si cette esthétique peut être signe d’une certaine sécheresse et d’un refus de toute expansion — il « prisait surtout la concision » — il n’en est pas ainsi pour ce qui concerne Cartan. Cherchant au plus près l’authenticité de l’expression, il n’a de cesse que de trouver en lui-même sa vérité artistique, sans se soucier des modes et des innombrables courants de l’époque.
Composée en l'espace de six années, « ses œuvres […] sont étonnamment prometteuses » […]. « Sa mort à vingt-six ans, a été une grande perte pour la musique française ».

## Œuvre
Rémy Stricker qualifie en une phrase son legs, retenant le Pater et les deux quatuors : « seules pages d'un musicien d'autant plus modeste que son idéal était élevé, et que la mort a trop tôt enlevée ».

### Musique de chambre
- Introduction et Allegro, pour quintette à vents et piano (flûte, clarinette, hautbois, cor et basson) (1926-1927 ; inédit)[11] (BNF 16633208)
- Quatuor à cordes en ré mineur (1927 ; Eschig) Création à Paris, le 6 novembre 1928 par le Quatuor Krettly[11]. Dédié à Albert Roussel.
- Sonatine pour flûte et clarinette (1930 ; éd. Heugel/Eschig) — dédié à René Le Roy. Création Paris, 1931.
- Quatuor à cordes no 2 (1930–1931 ; éd. Heugel) Création Paris, le 12 décembre 1932 par le Quatuor Pro Arte[12] les dédicataires de l'œuvre.

### Vocale
- Trois chants d'été (reste les nos 2 et 3 datés du 25 août 1925 et 23 août 1927 ; éd. Alphonse Leduc) (OCLC 658527618), (BNF 39583321) — poèmes de Franz Toussaint
  1. [perdu]
  2. L'Orage favorable
  3. Ngo-Gay-Ngy
- Cinq poèmes de Tristan Klingsor (1926 ; éd. Heugel) (OCLC 16456577)
  1. Le pastour
  2. Le chapeau pointu
  3. L'Ibis mort
  4. Le souvenir
  5. Paysage
- Pater, cantate pour soli, chœurs et orchestre (1928–1929 ; éd. Maurice Senart 1932) Dédicace : « À mes parents ».
- Trois poèmes de François Villon (no 2 achevé le 3 avril 1929 ; La Sirène Musicale, 1929 / éd. Heugel) (OCLC 894849252) — Dédié à Suzanne Peignot[13].
  1. Rondeau
  2. Ballade
  3. Rondeau
- Hommage à Dante
- Deux sonnets de Mallarmé, pour chant et piano (éd. Alphonse Leduc)
  1. Ô si chère de loin
  2. Sur les bois oubliés quand passe l'hiver

## Discographie
Si la Sonatine a été jouée par Jean-Pierre Rampal et est présente sur divers récitals au disque (Albany Records, 2010 et ATMA Classique, 2012), il existe également deux monographies, publiées par les labels français Timpani en 2011 (intégrale des oeuvres de musique de chambre) et par le label français Hortus en 2020 (intégrale des mélodies et oeuvres pour piano) :
- La musique de chambre - Ensemble Stanislas : Olivier Sauvage, flûte ; Pierre Colombain, hautbois ; Philippe Moinet, clarinette ; Nicolas Tacchi, basson ; Pierre Riffault, cor ; Catherine Chaufard, piano ; Quatuor Stanislas[16] : Laurent Causse et Bertrand Menut, violons ; Marie Triplet, alto ; Jean de Spengler, violoncelle (juin 2010/février 2011, Timpani 1C1187)[6] (OCLC 816530733).
- "Partir avec idéal", Trois poésies de François Villon, Cinq poèmes de Tristan Klingsor, Sonatine en trois mouvements, Deux sonnets de Mallarmé, Sonatine, Hommage à Dante, PsaumeXXII, Kaëlig Boché, ténor, Thomas Tacquet, piano. CD Hortus 2020

## Sources
- Albert Roussel, « Jean Cartan », La Revue musicale, Paris, no 126,‎ mai 1932, p. 32 (ISSN 0768-1593, OCLC 843357108, BNF 43366510)
- Norbert Dufourcq (dir.) et Robert Bernard, La musique des origines à nos jours, Paris, Larousse, 1946, 592 p. (OCLC 851442, BNF 37441761), « L'École française contemporaine jusqu'à 1940 », p. 403–404.
- Marc Honegger, « Hermann, Johann David », dans Dictionnaire de la musique : Les hommes et leurs œuvres, Éditions Bordas, coll. « Science de la Musique », 1979, XV-597 p., Tome I (A-K) (ISBN 2-04-010721-5, OCLC 79735642), p. 182–183.
- Theodore Baker et Nicolas Slonimsky (trad. de l'anglais par Marie-Stella Pâris, préf. Nicolas Slonimsky), Dictionnaire biographique des musiciens [« Baker's Biographical Dictionary of Musicians »], t. 1 : A–G, Paris, Robert Laffont, coll. « Bouquins », 1995 (réimpr. 1905, 1919, 1940, 1958, 1978), 8e éd. (1re éd. 1900), 4 728 p. (ISBN 2-221-06787-8), p. 684.
- Jacques Tchamkerten, « Équation à une inconnue », Timpani (1C1187), 2011 . Avec l'aimable autorisation de l'Ensemble Stanislas.
- (en) David C. F. Wright, « Jean Cartan », 2011 [lire en ligne][PDF].